# Typhochrestus brucei
Typhochrestus brucei är en spindelart som beskrevs av Albert Tullgren 1955. Typhochrestus brucei ingår i släktet Typhochrestus och familjen täckvävarspindlar.
Artens utbredningsområde är Sverige. Inga underarter finns listade i Catalogue of Life.